# Feliks Franciszek Łubieński
Feliks Franciszek Florian Władysław Józef Bogumił Łubieński herbu Pomian (ur. 22 listopada 1758 w Minodze, zm. 2 października 1848 w Guzowie) – polski działacz polityczny, prawnik, starosta nakielski, rotmistrz wojsk koronnych 1789–1792, członek Zgromadzenia Przyjaciół Konstytucji Rządowej, członek czynny Towarzystwa Królewskiego Przyjaciół Nauk w Warszawie w 1829.
Szambelan od 1796 i hrabia pruski od 1798, hrabią potwierdzony w Królestwie Polskim w 1820.

## Młodość
Ród Łubieńskich wywodził się z Łubnej (obecnie Łubna-Jarosłaj) pod Sieradzem. Był synem Celestyna i Pauli z Szembeków. Ojciec Feliksa zmarł w 1759, a matka, w rok po śmierci męża następnie wyszła za Jana Prospera Potockiego, starostę guzowskiego. Po rychłej jego śmierci w 1761, wyszła 3° voto za magnata, Andrzeja Ogińskiego, starostę trockiego. Feliks miał dwóch młodszych przyrodnich braci, Prota Potockiego i Michała Ogińskiego, czemu później, po śmierci ojczyma, zawdzięczał przejęcie ogromnych dóbr w Guzowie – stosunki z ojczymem będące oziębłe. Do 5. roku życia Feliks wychowywał się w domu babki – Jadwigi Szembekowej w Minodze. Potem pieczę nad nim przejął jego stryjeczny dziad – prymas Władysław Aleksander Łubieński (1703–1767), któremu Feliks zawdzięczał start życiowy. Od 1767 roku kształcił się w Collegium Nobilium jezuitów w Warszawie, potem studiował prawo w Sienie i Rzymie. Następnie pracował krótko w kancelarii kanclerza wielkiego wileńskiego Michała Czartoryskiego, lecz po ślubie z Teodorą Rogalińską w 1775 roku osiadł w swych dobrach pod Sieradzem – Kalinowej i Szczytnikach.

## Mąż stanu
Został wybrany jako poseł województwa sieradzkiego na Sejm Czteroletni w 1788 roku. Wybrany członkiem wyłonionej w 1788 roku przez Sejm Czteroletni Deputacji Interesów Zagranicznych. Był członkiem stronnictwa patriotycznego i jednym z redaktorów aktu konfederacji Sejmu. Czuwał nad przyjęciem Konstytucji 3 maja w lutym 1792 roku na sejmiku sieradzkim. Zorganizował też zjazd szlachty w Sieradzu, który uchwalił wyrazy sympatii dla Konstytucji. Figurował na liście posłów i senatorów posła rosyjskiego Jakowa Bułhakowa w 1792 roku, która zawierała zestawienie osób, na które Imperium Rosyjskie może liczyć przy rekonfederacji i obaleniu dzieła 3 Maja.
Wiadomość o przystąpieniu króla do konfederacji targowickiej przyjął „z uszanowaniem”, pisząc jednak do króla, iż „to wszelkie moje przechodzi pojęcie”. Podczas wojny polsko-rosyjskiej w 1792 roku był komisarzem sejmowym przy Tadeuszu Kościuszce. Po klęsce zabiegał o zwolnienie polskich jeńców u władz pruskich. Po II rozbiorze Polski (1793) jego majątki – Kalinowa i Szczytniki znalazły się w zaborze pruskim. W tym samym roku w Szczytnikach przyjął, w otoczeniu ok. 100 miejscowej szlachty, króla pruskiego Fryderyka Wilhelma II, który wybrał się na objazd zdobyczy terytorialnych po II rozbiorze Polski. Łubieński był członkiem sprzysiężenia, przygotowującego wybuch powstania kościuszkowskiego oraz jego uczestnikiem. Wkrótce też za wstawiennictwem króla pruskiego – zamienił z Karolem von Hoymem majątki swe Kalinowa i Szczytniki na dobra guzowskie – oraz uzyskał starostwo guzowskie i przeniósł się z Kalinowej do Guzowa, gdzie ostatecznie, na stałe osiadł w 1828. W roku 1798 otrzymał od króla Prus, Fryderyka Wilhelma III, tytuł hrabiowski.
W roku 1806 wszedł z nominacji Napoleona w skład Komisji Rządzącej jako dyrektor sprawiedliwości i wyznań. Przygotował wprowadzenie do Polski Kodeksu Napoleona. Od 5 października 1807 do maja 1813 roku był Ministrem Sprawiedliwości, wykazując na tym stanowisku zarówno duże umiejętności organizacyjne, jak też dążność do rozszerzania kompetencji swego resortu. W roku 1808 założył ze swoich funduszy Szkołę Prawa w Warszawie, powstałą z przekształcenia istniejących od roku 1807 kursów dla urzędników sądowych. W 1811 przekształciła się w Szkołę Prawa i Administracji. Sprzeciwiał się uwłaszczeniu chłopów, był jednym z inicjatorów dekretu grudniowego.
W 1812 roku jako członek Towarzystwa Królewskiego Gospodarczo-Rolniczego przystąpił do Konfederacji Generalnej Królestwa Polskiego.
Nie był zbyt lubiany przez współczesnych: zarzucano mu serwilizm, samowolę w pełnieniu funkcji urzędowych i bigoterię. Pozostawił „Pamiętnik”, wydany pośmiertnie w 1876 roku.

## Życie prywatne

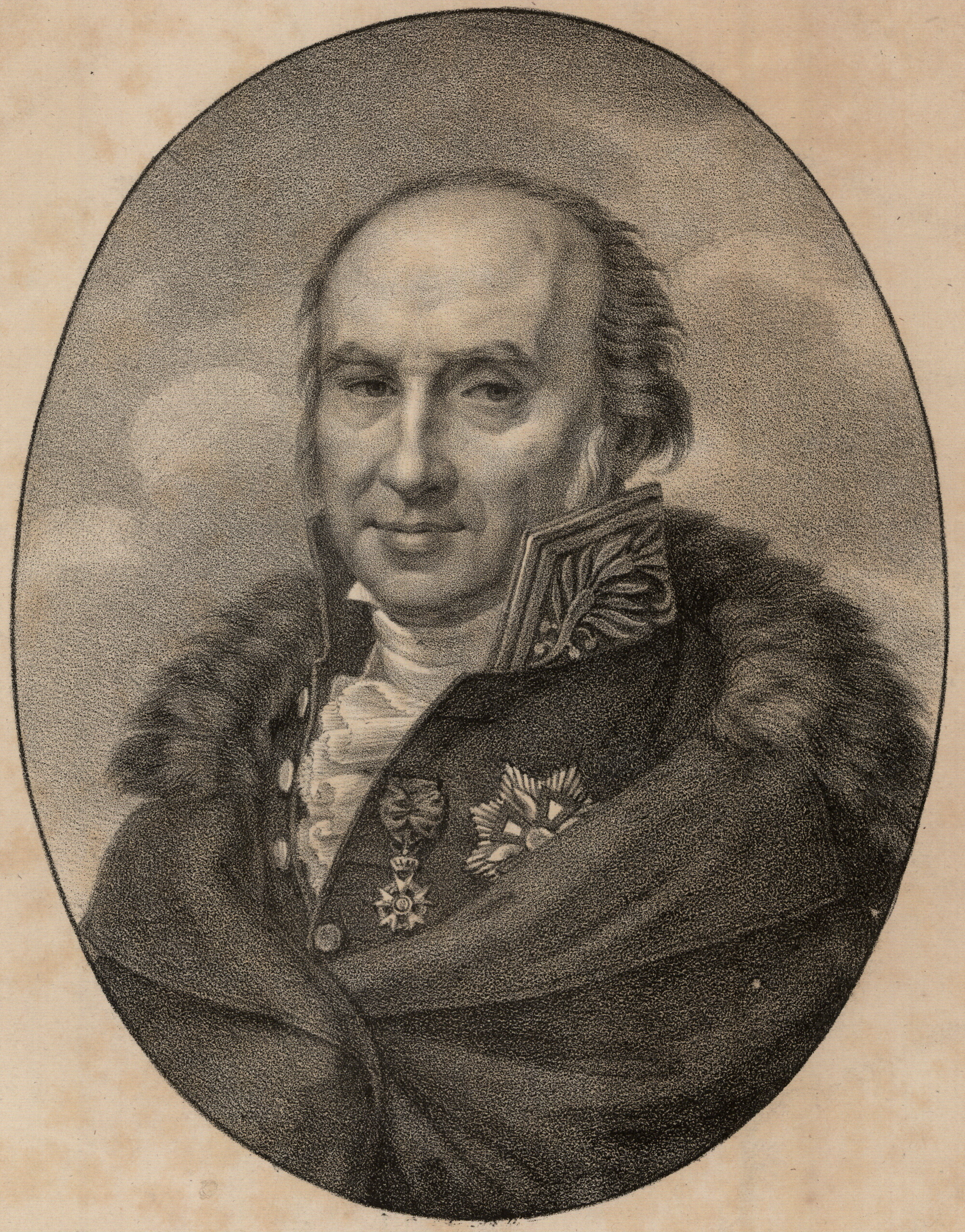
Feliks Łubieński – litografia Józefa Sonntaga

Był dwukrotnie żonaty, po raz drugi z Teklą z Bielińskich h. Junosza, wnuczką książąt Sanguszków, dramatopisarką i tłumaczką, która wniosła mu w posagu pałac w Warszawie (róg Królewskiej i Marszałkowskiej) oraz jurydykę Bielino. Miał z nią trzy córki: Maria, Paulina za Józefem Dzierżykraj-Morawskim i Róża za Ludwikiem Sobańskim, oraz siedmiu synów: Franciszek Ksawery Łubieński, Tomasz Andrzej Łubieński, Henryk Łubieński, Piotr Łubieński, Tadeusz Łubieński, Jan Łubieński. Najmłodszy syn Feliksa, Józef Łubieński, wżenił się w majątek Pudliszki, w których założona przez niego cukrownia stała się zalążkiem funkcjonującej do dziś przetwórni owocowo-warzywnej „Pudliszki”. Zmarł w Guzowie w 1848. Pochowano go na cmentarzu w Wiskitkach.

## Odznaczenia
- W 1778 został kawalerem Orderu Świętego Stanisława[17].
- W 1791 roku odznaczony Orderem Orła Białego.
- W 1805 roku odznaczony pruskim Orderem Czerwonego Orła[2].
- Oficer francuskiego Orderu Królewskiego Legii Honorowej[18].

## Genealogia
| 4. Florian Łubieński |  |                       |  |  |                               |
|                      |  | 2. Celestyn Łubieński |  |  |                               |
| 5. Bogumiła Walewska |  |                       |  |  |                               |
|                      |  |                       |  |  | 1. Feliks Walezjusz Łubieński |
| 6. Marek Szembek     |  |                       |  |  |                               |
|                      |  | 3. Paula Szembek      |  |  |                               |
| 7. Jadwiga Rudnicka  |  |                       |  |  |                               |
|                      |  |                       |  |  |                               |